# Into Konrad Inha
I. K. Inha (rozený Konrad Into Nyström, 12. listopadu 1865, Virrat – 3. dubna 1930, Helsinky) byl finský žánrový fotograf, spisovatel, překladatel a umělec. Patřil mezi velké mistry finské fotografie. Vynikal zejména v dokumentování folklóru, starého způsobu života a finské krajiny.

## Galerie

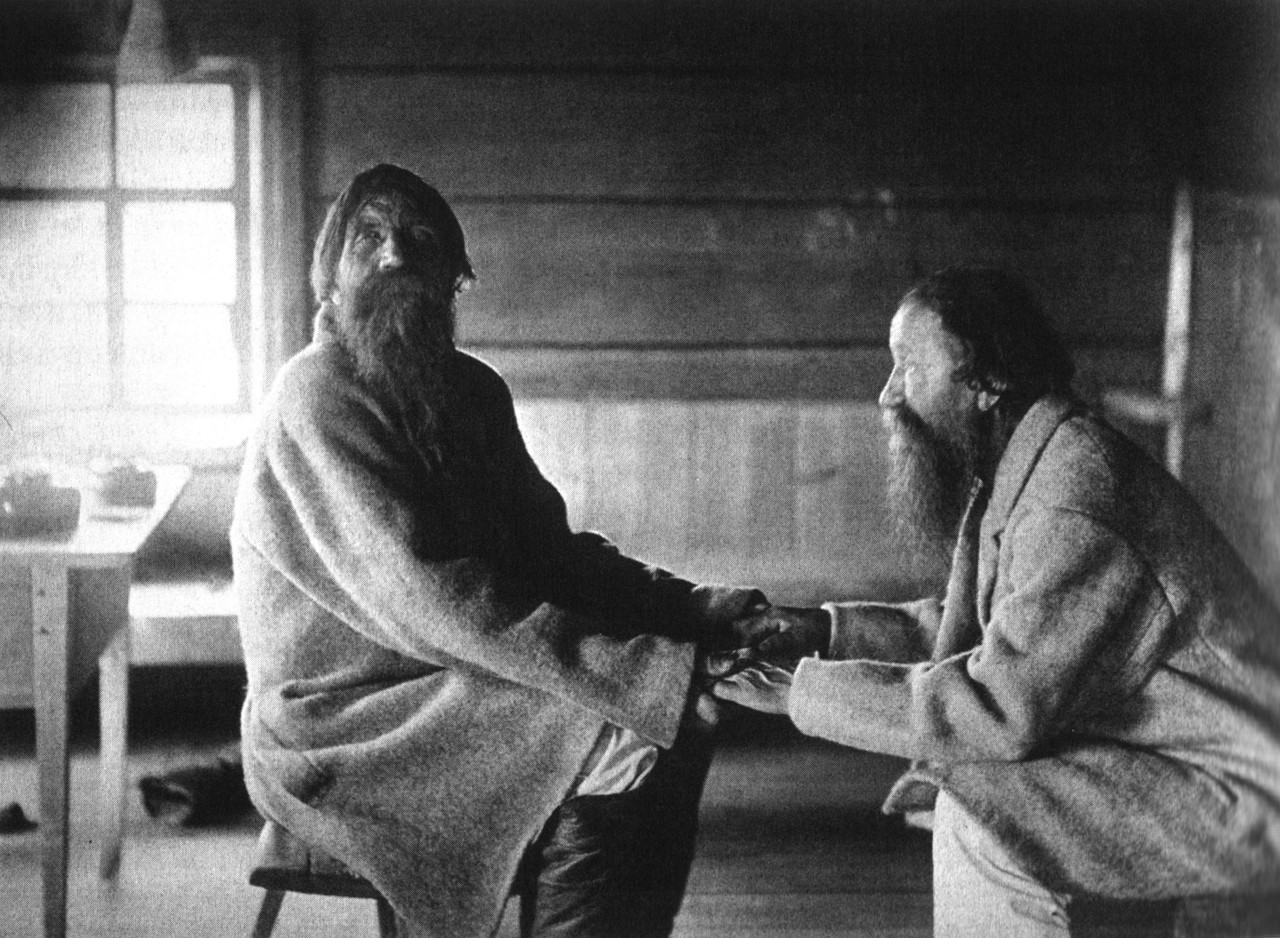
Bratři Poavila a Triihvo Jamanen přednášejí tradiční finskou lidovou poezii Kalevala v obci Uhtua, dnes Republika Karélie, 1894
Finská krajina, zemědělské práce, panoramatická fotografie, 1899
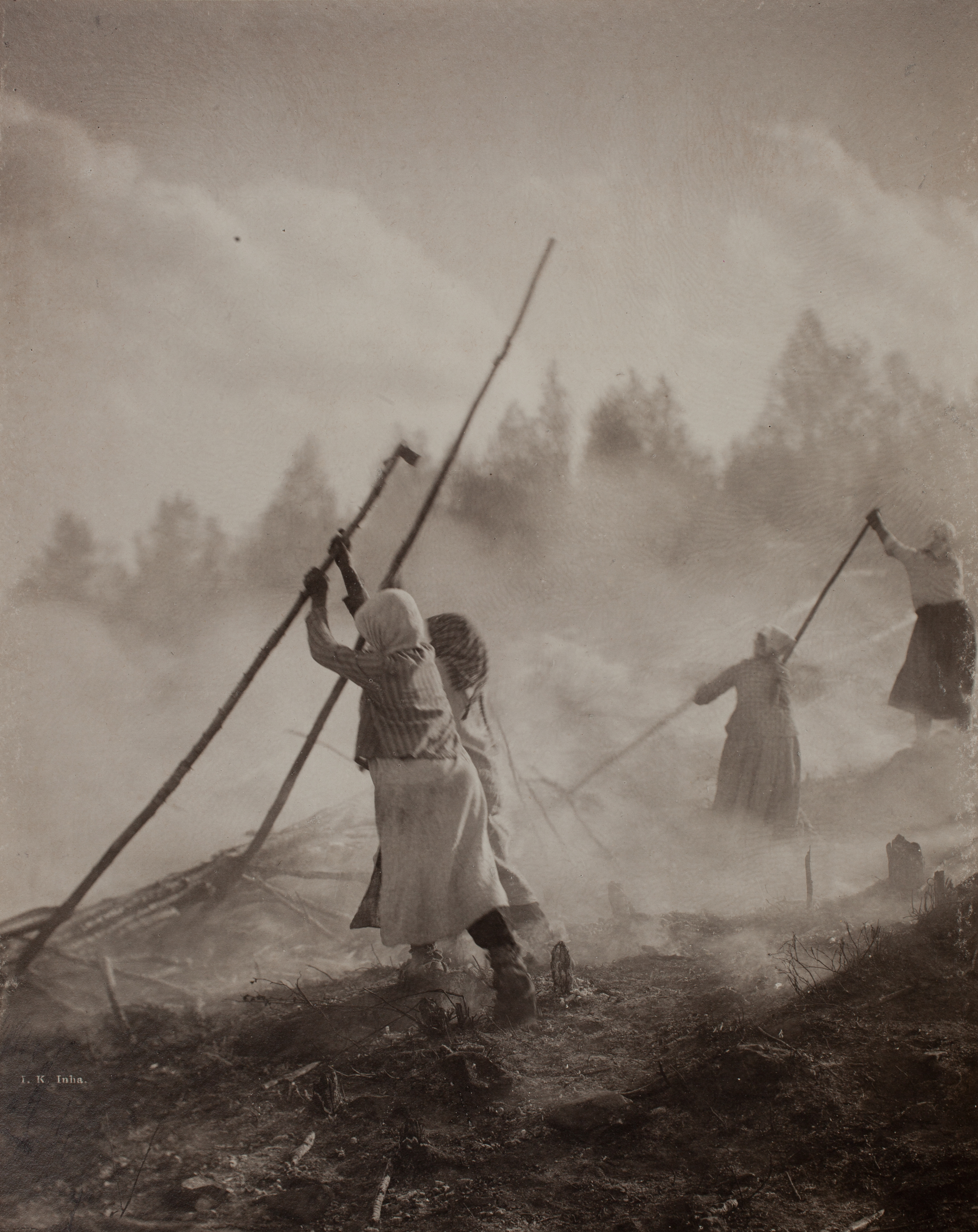
Žďáření, Eno, 1893
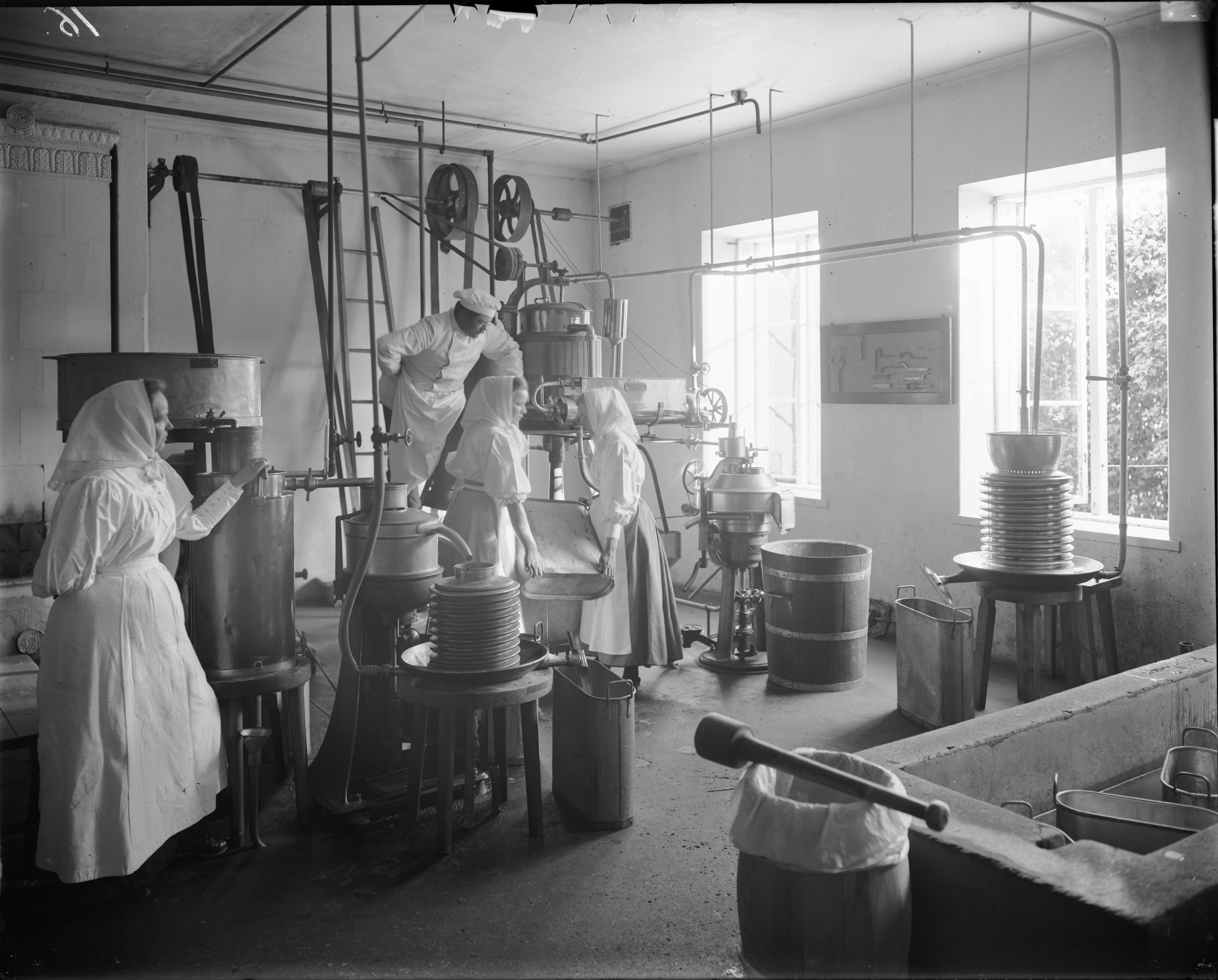
Mlékárna, 1899
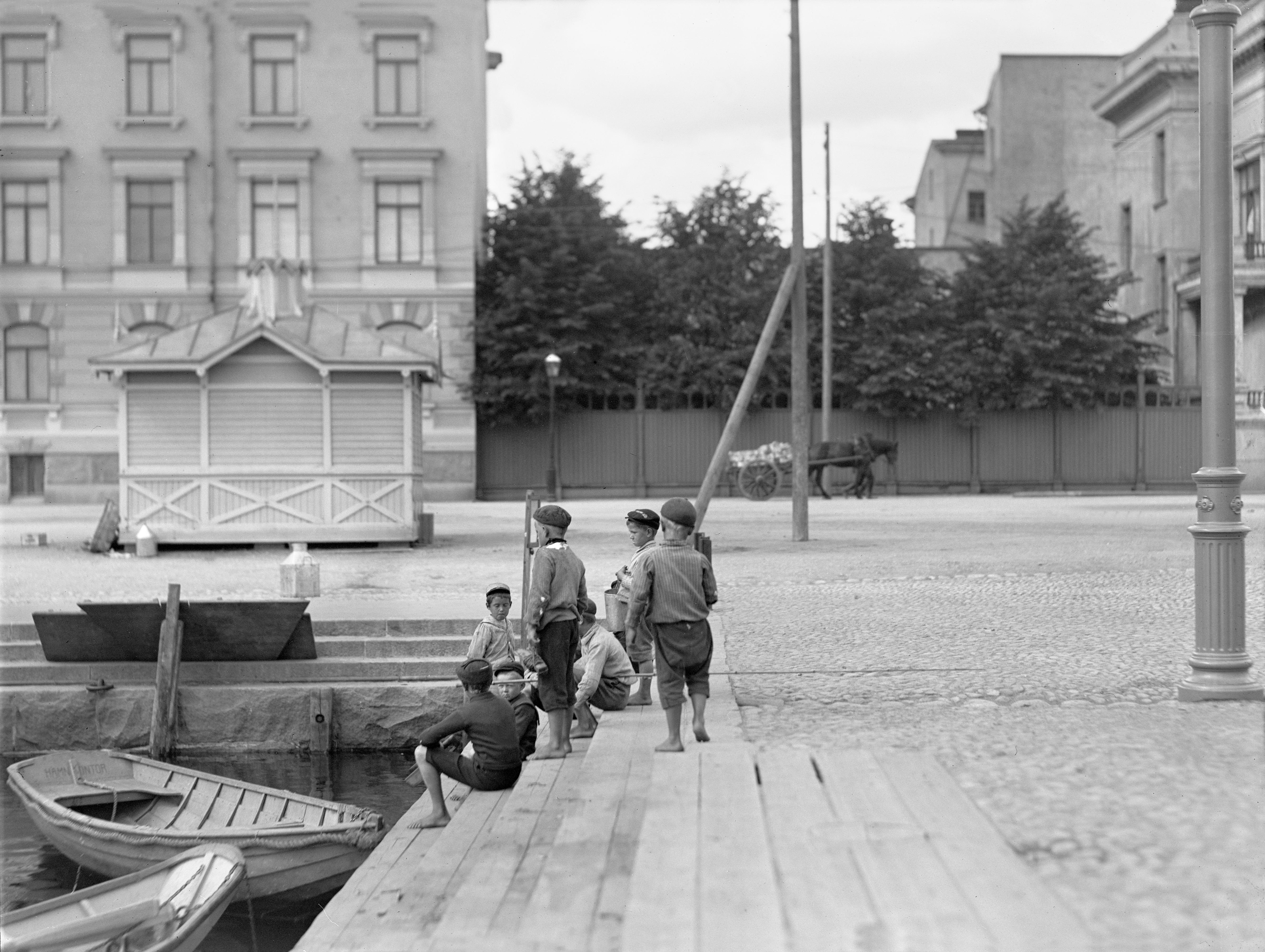
Chlapci v přístavu Sandviken v Helsinkách, 1908
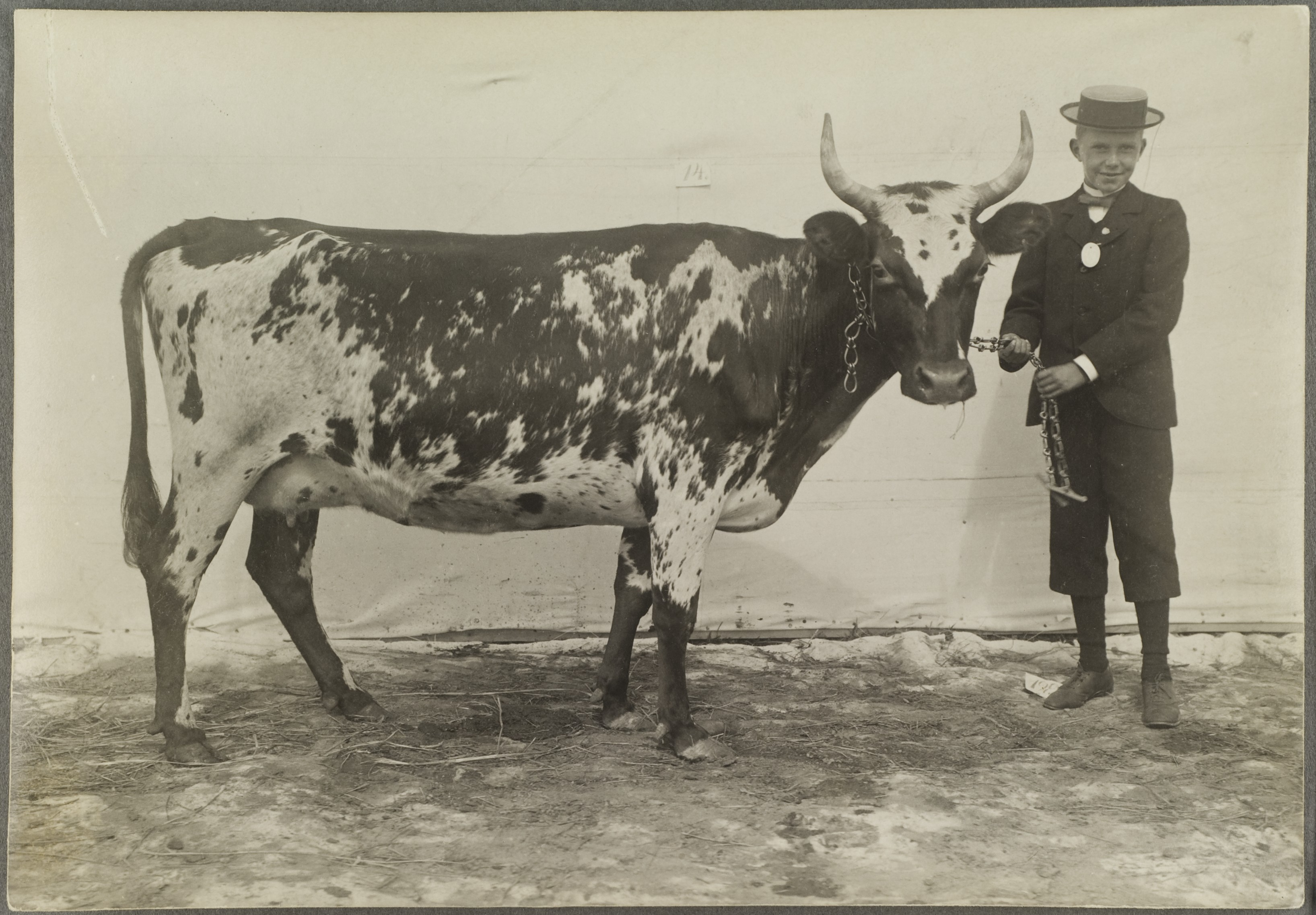
Finské zemědělství